# Tableau entrées-sorties
Pour les articles homonymes, voir Entrée-sortie (homonymie).
En comptabilité nationale, le tableau entrées-sorties ou TES, décrit et synthétise les opérations sur biens et services en produit et en branche d'activité.

## Composition du TES
Chaque ligne représente un groupe de produits et décrit d'un côté les ressources : production, importations et les impôts ; de l'autre leurs emplois : consommations intermédiaires des différentes branches, consommations finales, formation brute de capital fixe (FBCF) (investissement), variations de stocks et exportations.
Chaque colonne correspond à une branche. Le tableau décrit pour chaque activité, d'une part, les ressources : la production, les consommations intermédiaires nécessaires à cette production (par produit), la valeur ajoutée dégagée ; d'autre part les emplois : la répartition de cette valeur ajoutée entre la rémunération des salariés et le total de l'excédent brut d'exploitation et du revenu mixte.

## Utilisation du TES
Le TES est utilisé pour assurer la cohérence des comptes nationaux et, surtout, pour l'analyse entrées-sorties (voir aussi l'article Comptabilité nationale). Le Système Européen des Comptes (SEC) décrit un cadre entrées-sorties qui comporte trois types de tableaux : le tableau des ressources et des emplois (TRE), qui a plutôt une fonction de synthèse statistique, un tableau qui fait un lien entre le tableau des ressources et des emplois et les comptes par secteur institutionnels (TEE), et enfin les tableaux entrées-sorties symétriques dont l'intérêt est de faire des études (calcul d'impact d'une hausse du prix de l'énergie sur la hausse des prix des autres branches). Aussi bien le TRE que les TES symétriques offrent un aperçu intégré et détaillé de la composition des ressources et des emplois des biens et services, ainsi que des différentes composantes de la valeur ajoutée. Le SEC prévoit une distinction entre le tableau de la production intérieure et le tableau des importations. Le tableau reliant les TRE aux comptes des secteurs institutionnels est une partie systématique de l'élaboration des comptes. Ceci garantit la cohérence des TEE et des TRE par branches d'activité principale (ou par secteurs d’activité) pour les variables qui figurent dans le compte de production et le compte d'exploitation. 
Depuis une quinzaine d'années, se sont mis en place des TES internationaux (TES inter pays) dont l'intérêt est par exemple de calculer des « chaînes de valeur », c'est-à-dire la contribution de chaque pays dans les échanges mondiaux de biens et services. Ces calculs sont parfois délicats en raison des asymétries du commerce extérieur entre pays ou bien de la création de filiales des multinationales vers des pays à fiscalité faible, ce qui conduit à surévaluer le PIB de certains pays (cas de l'Irlande récemment) et à sous évaluer le PIB d'autres pays. 

## Utilisation en France
En France, les TES sont produits par l'Insee.

### Tableaux du TES
Le TES est présenté sous la forme de cinq tableaux "imbriqués" et deux tableaux complémentaires. Les cinq tableaux ont la forme d'un "T" :
| 1. Tableau des ressources en produits | 2. Tableau des entrées intermédiaires | 3. Tableau des emplois finals |
|                                       | 4. Compte de production par branche   |                               |
|                                       | 5. Compte d'exploitation par branche  |                               |

Les tableaux 1 à 3 incluent deux lignes supplémentaires : une ligne « correction territoriale » qui permet de tenir compte des achats en France de personnes non résidentes et des achats faits à l'étranger par des ressortissants français et une ligne « correction CAF/FAB ».
1. Le tableau des ressources en produits décrit les ressources, pour chaque produit, en fonction de leur origine, production intérieure ou importations ; dans ce cadre, figurent également les marges de commerce et de transport, les impôts et les subventions sur les produits et la correction CAF/FAB ;
2. Le tableau des entrées intermédiaires détaille, par produit, les consommations intermédiaires des différentes branches ;
3. Le tableau des emplois finals décrit les autres emplois de la production et des importations, c'est-à-dire les emplois finals : consommation finale et FBCF, tous deux par secteur institutionnel[4], solde des acquisitions et des cessions d'objets de valeur, variations de stocks, exportations. De plus, les dépenses de consommation des administrations publiques distinguent les « dépenses collectives » et les « dépenses individuelles », ce qui permet de reconstituer la consommation finale effective ;
4. Le compte de production par branche, sous le tableau des entrées intermédiaires, inclut les éléments des comptes de production et d'exploitation de chaque branche / colonne : la production, la somme des consommations intermédiaires et le solde correspondant, c'est-à-dire la valeur ajoutée au prix de base ;
5. Le compte d'exploitation par branche fait apparaître la somme de l'excédent d'exploitation et du revenu mixte de chaque branche en ajoutant les subventions d'exploitation à la valeur ajoutée et en retranchant la rémunération des salariés et les autres impôts sur la production.

Deux tableaux complémentaires sont adjoints au TES :
- un tableau de passage entre la production des branches et la production en produits ;
- un tableau donnant les trois décompositions classiques du PIB : selon l'approche « production », l'approche « demande » et l'approche « revenus ».

### Valorisation
La production est valorisée au prix de base, c'est-à-dire hors impôts sur les produits, mais y compris les subventions sur les produits. Les emplois sont valorisés au prix d'acquisition (TVA non déductible comprise). Pour que la somme des emplois d'un produit donné soit égale à la somme des ressources, il faut donc ajouter, à la production au prix de base et aux importations CAF, les impôts et les subventions sur les produits, et les marges de commerce et de transport. Une colonne de correction CAF/FAB permet de passer à une valorisation FAB des biens importés.

### Publication
Les TES sont publiés par l' Insee en "niveau 16" (16 groupes de produits/branches), niveau 40 et "niveau 118".
Plus le niveau est fin, plus les données sont fragiles, et l'Insee fournit un « document d'avertissement » pour le niveau 118.